# Edgardo Carlos Suárez Mallagray

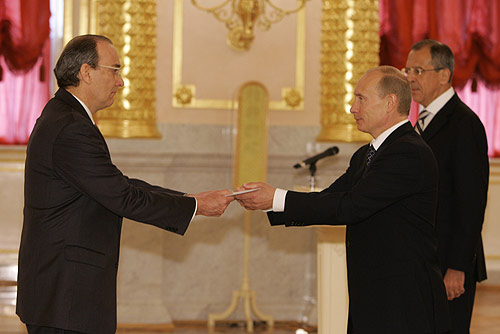
Am 27. Juli 2007 übergab Suárez Wladimir Putin sein Akkreditierungsschreiben im Moskauer Kreml.

Edgardo Carlos Suárez Mallagray (* 1968) ist ein Botschafter aus El Salvador.

## Leben
Suárez Mallagray studierte industrielle Fertigung.
Am 4. Oktober 2000 wurde er als außerordentlicher und bevollmächtigter Botschafter in Berlin akkreditiert. Im Verlauf seiner nahezu zehnjährigen Tätigkeit als Botschafter in Berlin wurde er simultan bei den Regierungen in Warschau, Prag, Ankara und Bratislava akkreditiert. Am 18. März 2010 ließ er sich bei Juan Carlos I. in Spanien akkreditieren.

Da Suárez auch von der Regierung Mauricio Funes als Botschafter ernannt wurde, stellte sich die Frage, ob er im Gegensatz zu einem politischen Botschafter ein Beamtenlaufbahnbotschafter sei. Er beantwortete die Frage mit einem Wortspiel: 

„No soy embajador de carrera soy embajador a la carrera“

Auch in Madrid ist in seiner Amtsführung die Handschrift eines kompetenten Technokraten erkennbar.